# Encarnação (Mafra)
Encarnação es una freguesia portuguesa del concelho de Mafra, con 28,54 km² de superficie y 3.893 habitantes (2001). Su densidad de población es de 136,4 hab/km².